# Acura Vigor
Acura Vigor – samochód osobowy klasy średniej-wyższej oparty na modelu Legend produkowany przez japońską firmę Acura w latach 1989-1995 z przeznaczeniem na rynek północnoamerykański. Dostępny jako 4-drzwiowy sedan. Do napędu użyto silników R5 SOHC o pojemności 2,5 l i mocy maksymalnej 178 KM (131 kW) przy 6300 obr./min. Moment obrotowy przenoszony był na oś przednią poprzez 4-biegową automatyczną bądź 5-biegową manualną skrzynię biegów. Powstała jedna generacja modelu, następcą została Acura TL.

## Dane techniczne ('92 R5 2.5)

### Silnik
- R5 Honda G25A 2,5 l (2451 cm³), 4 zawory na cylinder, SOHC
- Układ zasilania: wtrysk pośredni
- Średnica cylindra × skok tłoka: 85,00 mm × 86,40 mm
- Stopień sprężania: 9,0:1
- Moc maksymalna: 178 KM (131 kW) przy 6300 obr./min
- Maksymalny moment obrotowy: 231 N•m przy 3900 obr./min

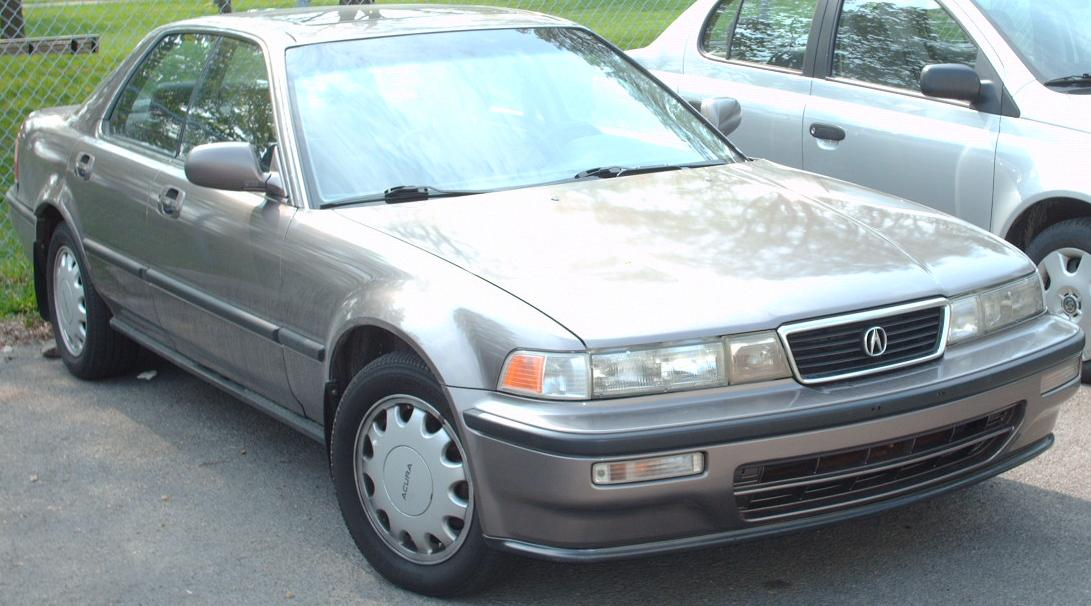
Acura Vigor - przód nadwozia

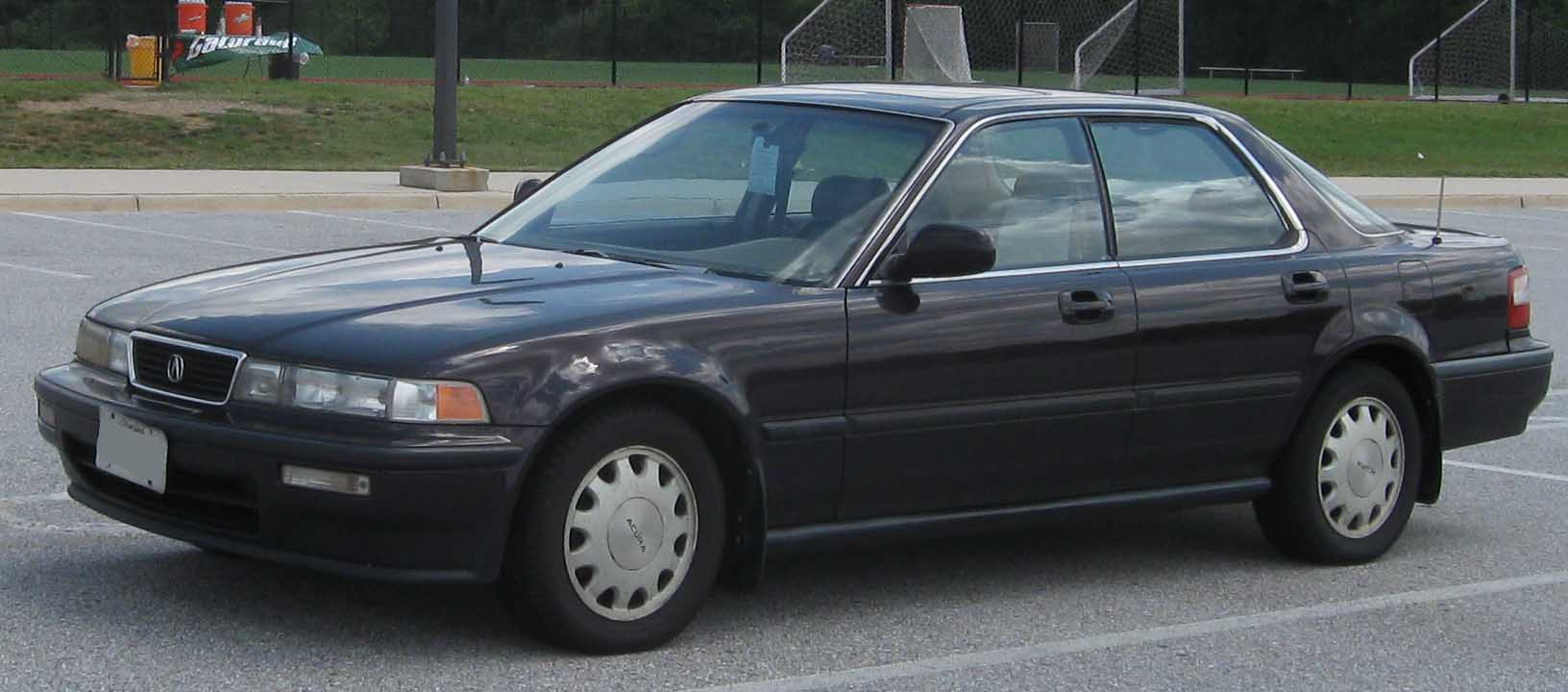
Acura Vigor - przód nadwozia